# Maico 500 Sport
Der Maico 500 Sport ist ein Automodell des Motorrad- und Automobilherstellers Maico aus Pfäffingen. Er erschien im September 1957 als einziges Cabriolet der Marke.

## Karosserie
Die offene, zweitürige Karosserie bot Platz für zwei Personen. Die Gebrüder Beutler aus Thun fertigten die Karosserie.

## Maße und Gewichte
Bei einem Radstand von 207 cm und einer Spurbreite von 120 cm (vorne) bzw. 115 cm (hinten) betrug die Fahrzeuglänge 375 cm, die Fahrzeugbreite 152 cm und die Fahrzeughöhe 125 cm. Bei einem Leergewicht von 550 kg lag das zulässige Gesamtgewicht bei etwa 900 kg.

## Antrieb
Der wassergekühlte Zweizylinder-Zweitaktmotor von Heinkel hatte 452 cm³ Hubraum und leistete 14,5 kW bzw. ca. 20 PS. Er war im Heck des Fahrzeugs eingebaut und trieb über ein Vierganggetriebe die Hinterräder an.  Die Höchstgeschwindigkeit betrug 110 km/h. Der Kraftstoffverbrauch wurde mit 5 Liter auf 100 km angegeben.

## Neupreis und Stückzahl
Der Neupreis betrug 4950 DM für die Standardausführung, die allerdings niemals hergestellt wurde, und 5400 DM für die Luxusausführung. Es entstanden vier Exemplare, von denen eines heute noch existiert.